# Бру-ванк'єу
Східні бру — народ у В'єтнамі та Лаосі, належить до числа офіційно визнаних етнічних груп цих країн. У В'єтнамі відомі під назвою бру-ванк'єу (Bru-Vân Kiều) і включають народності ванк'єу (Van Kieu), макоонг (Ma Coong, Mang Coong), чі (Tri) та кхуа (Khua). В Лаосі східні бру офіційно називають чі (Tri).
Власна назва народу — бру, буквально вона означає «горяни».
Під назвою бру відомі також маконги (со), катанги, західні бру в Лаосі та Таїланді. Всі ці народи пов'язані між собою мовою, культурою, походженням, але вважають себе окремими етнічними групами.

## Розселення та чисельність
У Лаосі східні бру живуть у горах на південному сході країни, найбільше на сході провінції Саваннакхет (район Сепон), а також у сусідніх районах провінції Кхаммуан (Буалапха, Сайбуатхонг). Етнічний масив народу продовжується по той бік в'єтнамо-лаоського кордону. На території В'єтнаму бру-ванк'єу проживають у гірських районах центральної частини країни, розташованих на заході провінцій Куангчі (повіти Хионгхоа, Дакронг), Куангбінь, Хюе, а також у провінції Даклак у південному В'єтнамі.
Загальна чисельність бру-ванк'єу у В'єтнамі, за даними перепису населення 2009 року, становила 74 506 осіб, у тому числі 37 426 чоловіків і 37 080 жінок, 5 773 особи жили в містах, 68 733 особи — у сільській місцевості. Найбільше бру жило в провінціях Куангчі (55 079 осіб, 9,2 % її населення), Куангбінь (14 631 особа, 1,7 % населення), Даклак (3 348 осіб, 0,2 % населення) і Хюе (1 114 осіб, 0,1 % населення).
Перепис населення Лаосу 2015 року зафіксував 37 446 осіб національності чі, це 0,6 % всього населення країни. За даними попереднього перепису 2005 року, в Лаосі жило 26 680 чі, найбільше в провінціях Саваннакхет (21 591 особа) та Кхаммуан (4 946 осіб).

## Мова
Мова східна бру (код ISO 639-36: bru) належить до катуйської гілки мон-кхмерських мов австроазійської мовної сім'ї. Вона є тісно спорідненою з іншими мовами бру: західна бру (код ISO 639-3: brv), со (код ISO 639-36: sss), північна катанг (код ISO 639-36: ncq), південна катанг (код ISO 639-36: sct), кхуа (код ISO 639-36: xhv). Разом із мовою куй (код ISO 639-36: kdt) вони утворюють західну групу катуйських мов. Ці мови є дуже близькими, часто навіть ідеться про єдину мову бру. Разом із тим мова східна бру є лише частково взаємно зрозумілою із мовою західна бру в Таїланді.
Східна бру була однією з перших катуйських мов, досліджених лінгвістами. Спеціалісти із SIL International почали працювати з нею в 1962 році у В'єтнамі.
Відповідно до країни проживання, володіють також лаоською або в'єтнамською мовою.
У В'єтнамі для запису мови бру використовується модифікована латинська абетка.
Рівень писемності серед східних бру становить від 15 до 25 %. Більшість людей ніколи не відвідували школу, навіть на початковому рівні.

## Вірування
Абсолютна більшість східних бру дотримується традиційних вірувань. У Лаосі деяке поширення отримав буддизм гілки тхеравада, у В'єтнамі частина бру-ванк'єу прийняла християнство.
Провідне місце у віруваннях бру займають культ предків та анімізм. Багато уваги люди приділяють шануванню предків. Кожна сім'я має родинний вівтар, де мертвим пропонують сирий рис, воду та розбиті миски. Вважається, що ці предмети можуть живити душі померлих предків. Крім того, кожен рід має спільне місце для шанування предків. Під час проведення релігійних обрядів люди просять у предків благополуччя, керівництва та захисту. Уважається, що коли предків не вшановувати належним чином, їхні духи спричинятимуть хвороби.
Бру вірять також в існування різних божеств (янг): рису, гір, землі, річок, дерев, домашнього вогнища, різних місцевостей. Уважається, що в кожному селі є свій особливий «дух-охоронець». Вони вважають, що кожен предмет має свого духа. Шануючи своїх божеств та духів, люди прагнуть доброго врожаю й благополуччя. Кожен рід має власний тотем — священну тварину або рослину.
Бру проводять спеціальні обряди, пов'язані з конкретними етапами сільськогосподарських робіт: розчищення ділянки під польові роботи, сівба, збирання врожаю. Святкують усім селом. До та після збирання врожаю проводять ритуал канчо, шанування духа рису. Без його «дозволу» не можна збирати урожай. Різні етапи життя бру відзначають серією ритуалів з нагоди народження, вкладання шлюбу, хвороби, смерті тощо. Найважливіші події супроводжуються жертвою буйвола. Свято Тет (в'єтнамський Новий Рік) відзначають у селах у різний час, як правило, після збирання та обмолоту рису.

## Історія
Уважається, що бру належать до найдавнішого населення Аннамських гір (Чионґшон, в'єт. Dãy Trường Sơn). Їх батьківщиною вважається в'єтнамська провінція Куангчі, звідки вони розселилися на захід та південь.
Бру брали активну участь у революційній боротьбі в'єтнамського народу. 1946 року в провінцію Куангчі прибув загін солдатів Народної армії В'єтнаму, військові принесли місцевим жителям одяг та портрети Хошиміа. Бру на чолі зі старійшинами своїх сіл зібралися біля гори Кооклапангсонг. Відбулася церемонія присяги, люди дали клятву духам землі та лісу дотримуватись ідеалів революції та поглядів президента Хошиміна. Крім того, тоді вони взяли собі спільне прізвище Хо (на честь Хошиміна). Бру в провінції Куангчі — єдина народність у В'єтнамі, всі представники якої носять прізвище Хо.

## Господарство
З давніх часів бру займаються переважно землеробством. Вирощують рис та інші культури як у рівнинних, так і в гірських районах. Використовують підсічно-вогневий спосіб обробки землі та прості інструменти: мачете, сокира, мотика, граблі, палиця-копачка. Під поле вибирають земельну ділянку в лісі, де росте більше дерев і менше дме вітер. Ділянку розчищають від дерев, випалюють, звільняють від каміння та залишків дерев. На підготовленому полі палицею-копачкою роблять у землі лунки для посіву насіння. Прополювання та збирання рису здійснюються вручну. Зазвичай бру-ванк'єу розчищають ділянки землі з другого по четвертий місяці за місячним календарем, сіють насіння в п'ятий місяць, а збирають урожай в дев'ятому чи десятому місяці. Багаторічні зернові та культури, що потребують сівозміни, вирощують щороку в період з березня по жовтень.
Бру жили на одному місці три-чотири роки. За цей час поживні речовини в ґрунті вичерпувались, і люди кидали своє село та поле й переходили на інше місце, де той самий процес повторювався знову. Така традиція залишала землю безплідною та приносила погані врожаї.
Крім рису, бру вирощують маніок, кукурудзу, гарбузи, баклажани, ананаси, батат, кабачки тощо. В садках ростуть банани, кокоси, апельсини, папая, манго.
Полювання, риболовля та збиральництво були й залишаються для бру важливими видами діяльності, забезпечуючи людей додатковими продуктами. Полювання диких тварин традиційно здійснювалося зі списами та самострілами, часто із отруєними стрілами. Рибу ловили пастками, сітками та списами. В джунглях збирали кору дерев, мед диких бджіл, ароматичне зілля для власного використання або для обміну на інші товари.
Майже в кожній родині тримають буйволів, корів, свиней, курей та собак.
Ремесла та торгівля мало розвинені. В основному майструють начиння для власних потреб. Виготовляють гарні й міцні кошики, які носять за спиною, вони мають різне призначення. Бартерна торгівля здійснюється переважно з в'єтнамцями та лаосцями.
З розширенням контактів із зовнішнім світом бру запозичили у в'єтнамців та лаосців технологію вирощування вологого рису, нові для них знаряддя праці, різні овочі та фрукти, технічні культури, навчилися розводити рибу. З'явилися люди, що займаються торгівлею, дехто має власний бізнес. За ініціативи провінційного уряду провінції Куангчі в селищі Калу (округ Дакронг) було реконструйоване традиційне село бру-ванк'єу, отримав розвиток екотуризм.

## Суспільство
Бру живуть самоврядними сільськими громадами, кожна з яких займає певну долину. Така громада об'єднує кілька сусідніх селищ (хуторів), що звуться віл. Віл очолює голова (арья-віл). Ця людина добре знає місцеві звичаї та традиції, методи господарювання, має великий престиж і вплив серед мешканців хутора, займається розподілом земель, проводить богослужіння, вирішує суперечки між жителями хутора та випадки порушення звичаєвих законів. Посада арья-віл була спадковою. Кілька селищ (хуторів) об'єднані в кроонг з арья-кроонг на чолі. У минулому арья-кроонг мав владу над усією громадою, але згодом його роль стала обмежуватись релігійними справами, тоді як реальна влада перейшла до голів хуторів. Бру ніколи не мали централізованої держави. Співпраця між селами мала місце лише в особливих випадках.
Усі жителі хутора мають рівні права та обов'язки. Земля, лісові та водні ресурси вважаються спільною власністю громади. В той же час земельна ділянка, яку обробляє окрема сім'я, належить тільки їй. Особиста власність кожної людини поважається усіма членами громади.
Майже всі жителі села бру кровно пов'язані між собою. У селі живуть представники одного або двох патрилінійних ендогамних родів. Всі члени роду мають однакове прізвище. Дорослі члени роду обирають голову роду, який має широкий спектр соціальних, економічних та релігійних обов'язків. Інтереси роду в суспільстві бру важливіші за інтереси індивіда. Представники різних родів в одному селі живуть злагоджено, не конфліктують, земля ділиться між усіма членами громади.
У суспільстві бру панують патріархальні традиції. Чоловік є головою сім'ї, після його смерті головою стає його старший син. Після весілля дружина живе в хаті чоловіка й належить до його роду. Хлопчики в бру цінуються більше, ніж дівчатка. Основне майно успадковує старший син, дочки не мають права на спадщину.
Шлюб моногамний. Нуклеарна сім'я є економічно незалежною одиницею з власною хатою, землею, виробничими інструментами.

## Житло

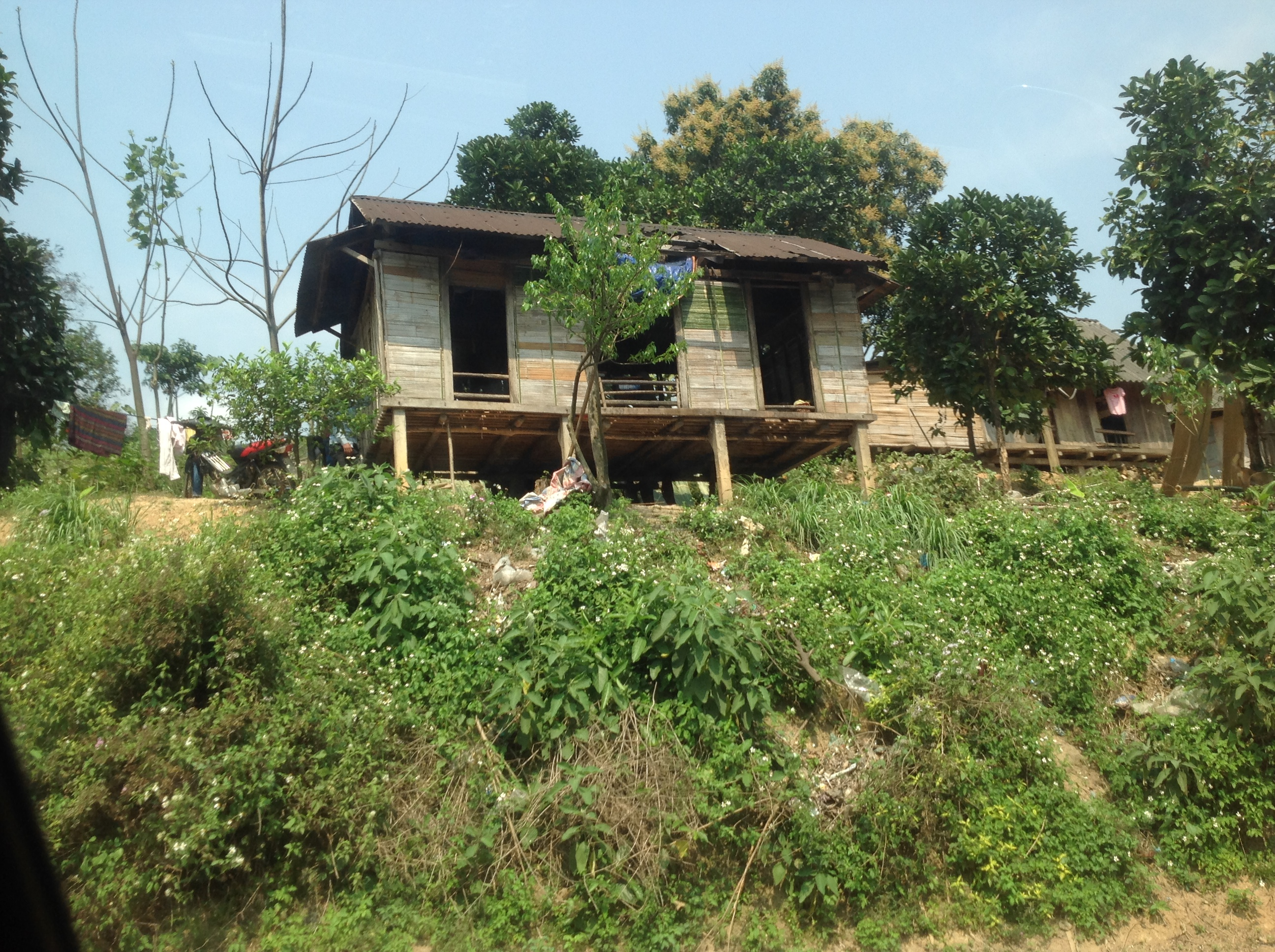
Селище бру-ванк'єу.

Села бру зазвичай розташовані на схилах гір, біля річок або струмків. Вони складаються з кількох десятків невеличких хат, можуть бути круглими або еліптичними в плані. У центрі села знаходиться громадська хата й майдан, де місцеві жителі приносять жертви духам. Сім'ї мають власні невеличкі хати. Часто села мають огорожу з бамбука, яка традиційно мала захищати від звірів та нападів чужинців.
Традиційні хати ставили на палях з деревини або бамбука. Дах мав великий нахил, його каркас робили з бамбука, збирали окремо, а тоді вже кріпили до основної конструкції хати. Дах крили листям ротангової пальми або соломою, робили це лише справжні майстри. Довжина хати визначалась кількістю членів сім'ї та її статками. З двох боків дах прикрашали фігурами птахів або буйволиними рогами. Будуючи хату, спочатку ставили стовп татал-янг, присвячений сімейним духам, йому приділяли особливу увагу.
Всередині традиційна хата поділена плетеними перегородками на кімнати. Перша й найбільша кімната служить для прийому гостей. Тут також знаходиться вівтар для шанування предків. Далі йдуть одна або декілька спальних кімнат. Ще може бути окреме приміщення для зберігання домашніх речей. Кожна кімната має вхід без дверей. У кожній хаті є піч для приготування їжі; вона розташована на земляній підлозі.
В традиційній хаті завжди було прохолодно влітку й тепло взимку.
Перед хатою є невеличкий ґанок, де люди виконують домашні роботи. Часто поруч з головною хатою споруджують зерносховище для зберігання рису та іншої сільськогосподарської продукції. Щороку перед початком збирання врожаю кожна сім'я ремонтує свою хату або відбудовує прибудову для зберігання рису.
Зараз бру будують хати інакше. Зокрема, дах криють гофрованим залізом або черепицею.

## Побут

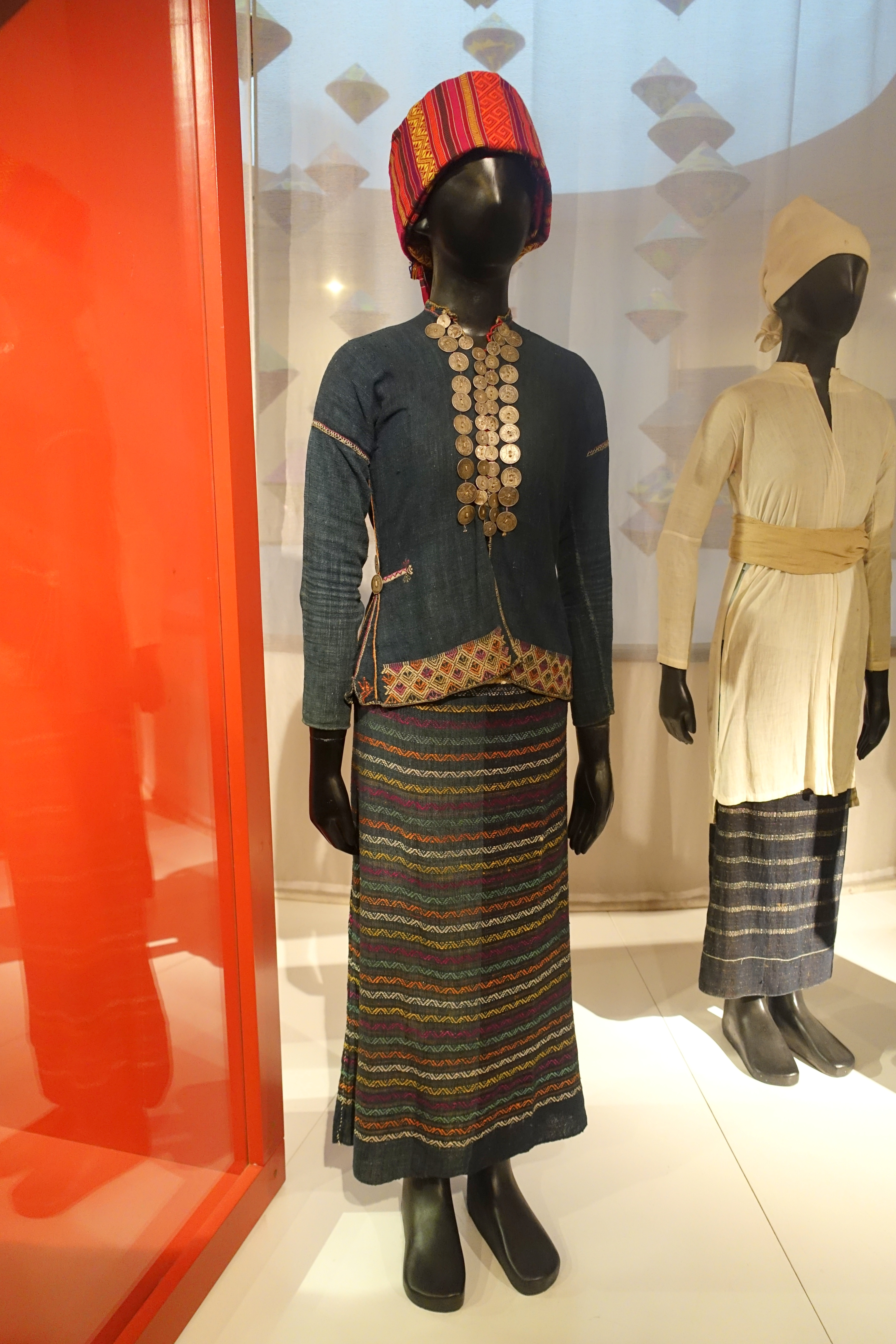
Традиційний жіночий костюм бру-ванк'єу.

Традиційно чоловіки бру носили пов'язки на стегнах, залишаючи верхню частину тіла в теплу пору року голою. Жінки також обв'язували стегна, але їхні пов'язки були довшими. Такі пов'язки в минулому виготовляли з кори лісових дерев, бру не мали тканин. Сьогодні вони відмовились від традиційного вбрання й користуються купованим одягом у в'єтнамському або лаоському стилі. Чоловіки носять шорти, жінки вдягають сукні, саронги та блузки.
У бру існувала традиція підпилювання зубів. В окремих районах жінки бру люблять жувати бетель, який забарвлює зуби в чорний колір; це вважається ознакою краси. Жінки розтягували мочки вух і вставляли дерев'яні, олов'яні та інші прикраси. Чоловіки та жінки збирали волосся й зав'язували його у вузол. При цьому існувала традиція, коли самотні жінки та неодружені дівчата зав'язували цей вузол ліворуч, а одружені жінки — на маківці. Деякі бру у віддалених районах і досі дотримуються цих давніх звичаїв.
Щоденний раціон бру складається з рису, маніоку, батату, різних овочів. Головною їжею є рис, його їдять руками. В особливих випадках готують липкий рис в трубочці зі свіжого бамбука. Супи зазвичай готують з овочів, рису та м'яса риби або жаби. Дуже полюбляють смажене м'ясо. На традиційні свята місцеві жителі влаштовують бенкет, п'ють настоянку кан, танцюють, співають.
Чоловіки й жінки палять цигарки та люльки. Вони привчають до цього дітей вже у віці 7-8 років.

## Духовна культура й традиції
Повсякденне життя бру тепер сильно змінилося, але вони й досі зберігають свої традиційні ритуали та культурні особливості.
Вони мають багату колекцію усної літератури та різних форм традиційного мистецтва. Зберігається велика кількість давніх легенд та переказів про походження різних родів, про походження людства, про боротьбу, що відбувалася в минулі часи, про великих героїв, яких народила їхня земля. Популярними є народні співи, наприклад: оат (чергування співу чоловіків та жінок), прдоак (пісні-вітання), сиот (пісні для публічних подій), роайтол, роайчонг (пісні із сумними історіями), адангкон (колискові).
Бру створили багато танців, винайшли різні музичні інструменти. Вони й досі зберігають деякі традиційні музичні інструменти, серед яких гонги, барабани, різноманітні флейти (амам, пі, кхолуй, теріл, кхуй, суй), струнні інструменти (тали, ачинг, полиа, тіньтунг), варган данмой, ударний інструмент типу цимбалів тханьла. Кожен музичний інструмент має певне призначення, одні використовуються лише під час культових обрядів, інші — на свята або під час зустрічей хлопців та дівчат тощо. За допомогою традиційних мелодій бру передають свої глибокі почуття та думки.
Представники народності бру — щирі й гостинні люди. Вважається, що гість, який залишився на ніч, принесе родині щастя й процвітання. Тому вони дуже раді гостям.
Бру зберігають свої традиційні весільні обряди. Весілля є важливою подією в житті сім'ї, роду й усього села. Хлопці та дівчата зустрічаються в громадських хатах або ж у невеличких хатинках за селом. Хлопець приносить своїй коханій подарунки (срібні браслети, намиста). Якщо дівчина приймає подарунок, це означає, що вона згодна одружитися. Після цього пара знаходить собі свата, який має сповістити батьків про їхні наміри. Думка батьків нареченої та її дядька є визначальною при вкладанні шлюбу. Всі витрати, пов'язані із весіллям, лягають на молодого та його сім'ю.
Для весілля бру вибирають парні дні на початку або в кінці року. Гості на весіллі дарують молодятам пиріжки (тістечка з липкого рису) жей і шматок тканини, бажають їм міцного сімейного щастя, виконують народні пісні під звуки флейти. За традицією бру, зустрічаючи наречену, сім'я молодого має приготувати ритуальні предмети: бронзову каструлю, білу срібну монету та меч. Меч у бру є символом подружньої вірності, тому обряд «вручення меча» є дуже важливим. Лише після його здійснення молода може піти з рідної хати до сім'ї нареченого. В іншому випадку шлюб буде скасовано. Прибувши до хати чоловіка, наречена повинна пройти кілька ритуалів, серед яких миття ніг, обід з чоловіком та розпалювання вогню.
Після закінчення бенкету відбувається ще один ритуал, який зветься дойкуа. Батьки, дядько та брати нареченої оголошують перелік подарунків, які вони хочуть отримати. Традиційно він складається з великої свиноматки, молодої свині, курки, півня та набору гонгів. Молодий та його сім'я зобов'язані задовольнити всі ці бажання, це може розтягнутися на роки.
Традиційний календар бру базується на фазах місяця. Сільськогосподарський рік включає 10 місяців, потім настає період свят, поки сівбою не почнеться новий цикл. Бру визначають дні удачі (4-й, 7-й, 9-й дні місяця) та невдалі дні (30-й та 1-й дні місяця).
Землю для ведення сільського господарства або під будівництво села вибирають на підставі прикмет, які люди бачать у снах.
Завершення будівництва нової хати вважається важливою подією. Перед тим, як увійти до неї, здійснюють необхідні ритуали, присвячені вшануванню духа-охоронця хати, духа-охоронця села, духів предків. Господар хати влаштовує бенкет, щоб висловити подяку односельцям за допомогу в будівництві.